# Западный Дарфур
За́падный Дарфу́р (араб. غرب دارفور‎; транслит: Gharb Darfur, англ. West Darfur) — одна из 18 провинций Судана.
- Территория 79 460 км².
- Население 1 308 225 человек (на 2008 год).

Административный центр — город Эль-Генейна.
Граничит с Северным и Южным Дарфуром на востоке, а также с Чадом на западе. Западный Дарфур — часть Дарфурского конфликта.
В январе 2012 года из состава провинции Западный Дарфур была создана новая провинция Центральный Дарфур (за счёт округов Заллинги, Джебель-Марра, Вади-Салих, Мукджар).
В 2023 году в ходе гражданской войны в провинции были убиты тысячи человек.

## Административное деление
Провинция по состоянию до января 2012 года делилась на 7 округов (дистриктов):

Административное деление провинции по состоянию до января 2012 года

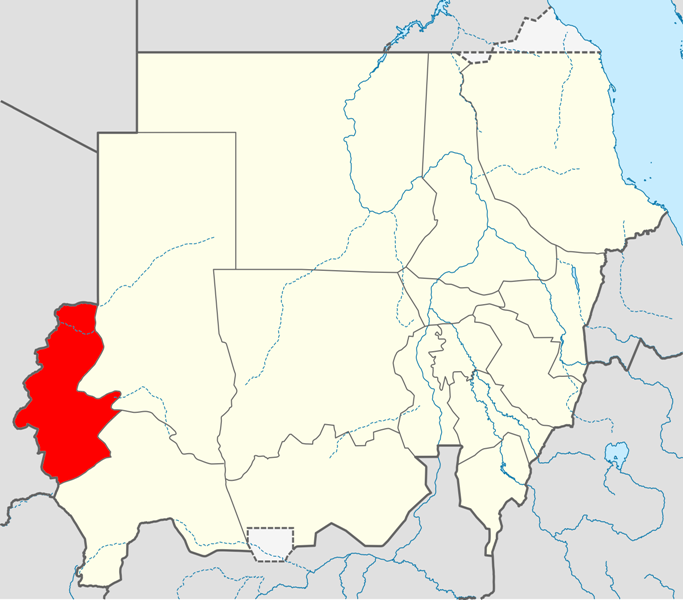
Западный Дарфур до января 2012 года

1. Кулбус (Kulbus)
2. Аль-Генеина (Al Geneina)
3. Заллинги (Zallingi)
4. Джебель-Марра (Jebel Marra)
5. Хабиллах (Habillah)
6. Вади-Салих (Wadi Salih)
7. Мукджар (Mukjar)